# Nova Eva

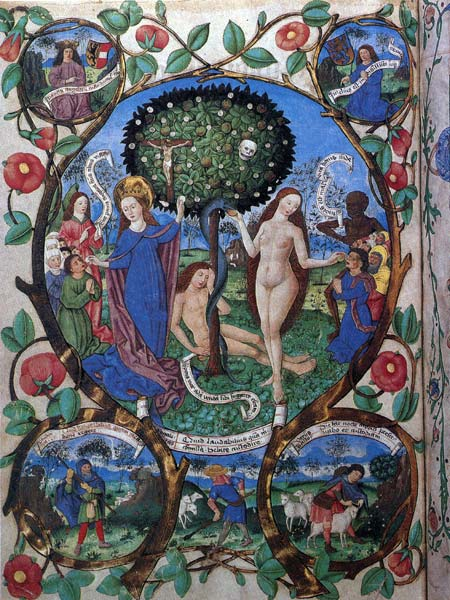
Berthold Furtmeyr, Dödens och livets träd, Salzburger Missale, före 1481.

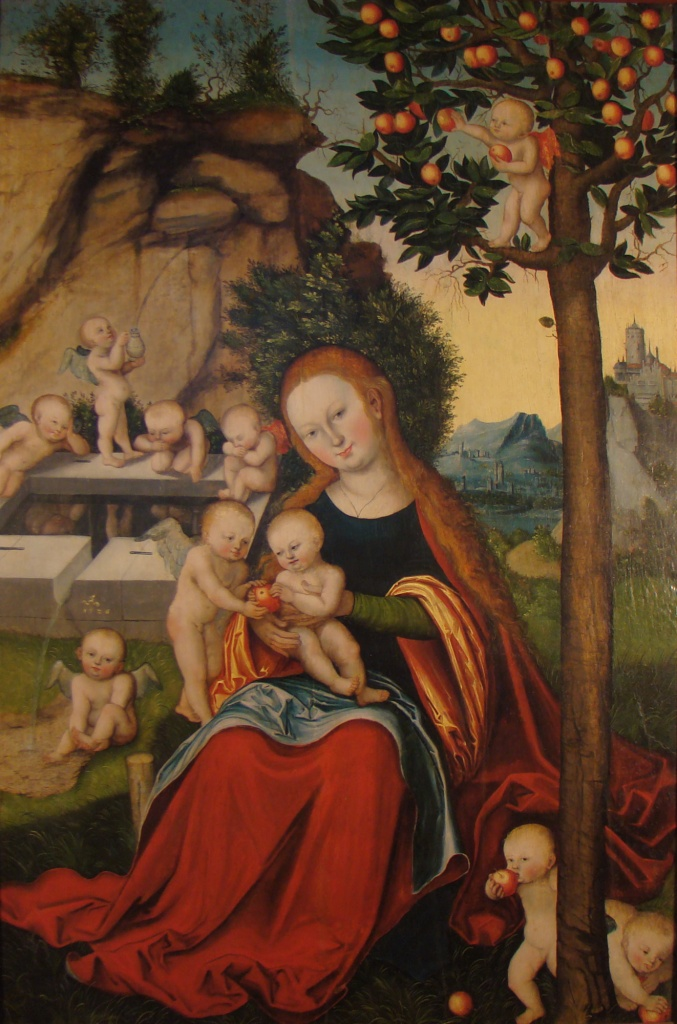
Lucas Cranach den äldre, Jungfru Maria under äppelträdet, 1526.

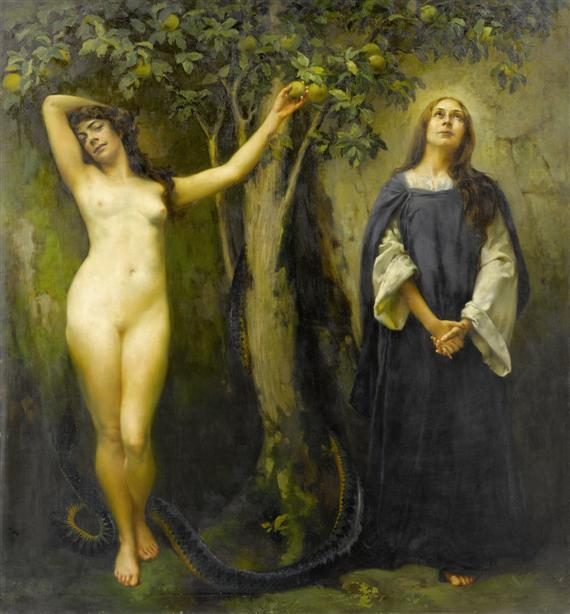
Ferdinand Max Bredt, Eva och Maria, före 1921.

Nova Eva (den nya Eva, den andra Eva) är ett namn på Jungfru Maria som gudsmodern, där en parallell markeras mellan dels Adam och Eva dels Kristus och Jungfru Maria. 
I enlighet med den eskatologiska tanken om att tidens slut ska motsvara urtiden fanns i judendomen en korrelation mellan Adam och Messias. Detta är tydligt hos Paulus, som ger detta stor betydelse och beskriver Jesus som den andre Adam. 
I Kristus och Jungfru Maria blir människan vad Adam och Eva var avsedda att vara, Guds avbild. 
Det finns en kontrast mellan å ena sidan Adam och Eva och å den andra Jesus och Maria. De förras olydnad och synd står mot de senares lydnad och rättfärdighet. Men det finns också analogier.
Tankar kring första och andra Adam hade stor betydelse för kyrkofäderna, särskilt Irenaeus i deras kamp mot gnosticismen. Det har också präglat tolkningar av skapelseberättelsen, som får ett högre mål i Kristus. 
Irenaeus är den första som gör jämförelser mellan Eva och Maria.
En parallell ses ofta i livets träd som både finns i paradiset och som ofta är symbol för krucifixet.